# Haines Highway
Pour les articles homonymes, voir Haines.
Haines Highway (qui porte aussi le nom de Haines cut-off) est une route d'Alaska aux États-Unis, du Yukon et de la Colombie-Britannique au Canada. Elle est longue de 152 milles (245 km) dans sa totalité, dont 41 milles (66 km) en Alaska (Route Alaska 7). Elle part de Haines, passe par la Colombie-Britannique, puis par le Yukon et se termine à Haines Junction où elle rejoint la Route de l'Alaska.

## Histoire

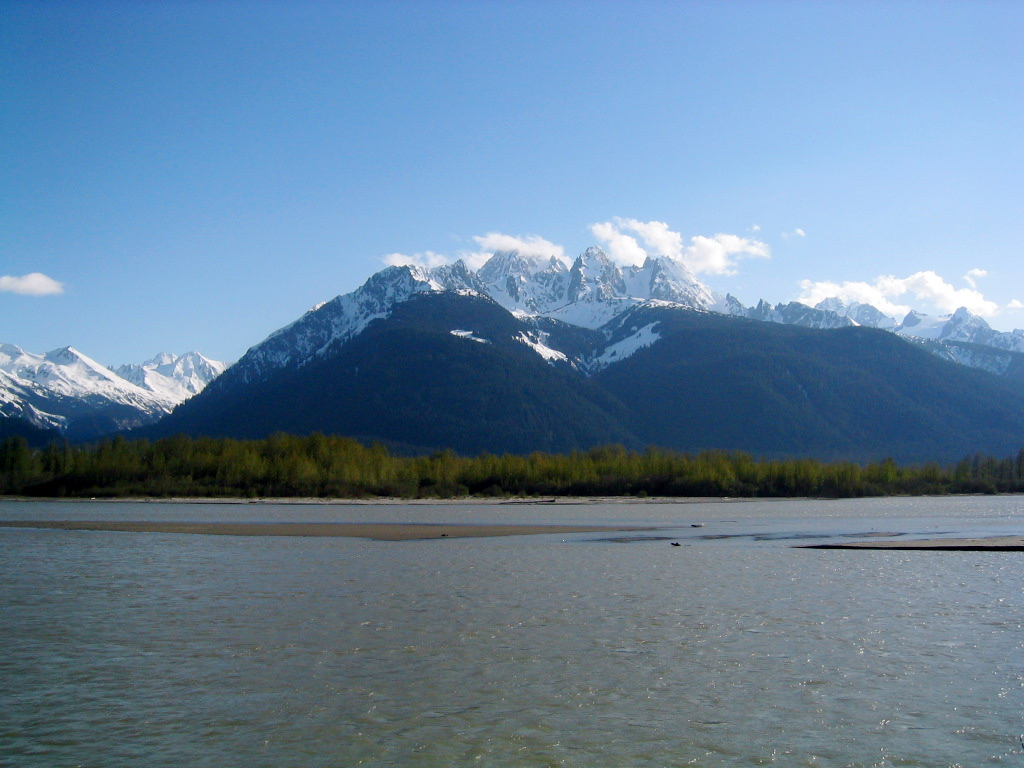
Cathedral Peak vu de la Haines Highway

À l'origine, la route était une piste utilisée par les Tlingits pour le commerce, et devient le Dalton Trail. Elle a été fréquentée par quelques prospecteurs pendant la Ruée vers l'or du Klondike entre 1898 et 1899. Le gouvernement provincial de la Colombie-Britannique transforme une partie de la piste en chemin de fer, en 1909, quand l'exploitation du cuivre commence à Copper Butte. En 1911, 30 tonnes de minerai ont été extraits de ces mines.
La route actuelle a été construite par l'armée des États-Unis en 1943, comme alternative pour aller de l'océan Pacifique à la Route de l'Alaska, en cas de blocage du chemin de fer de Skagway. 
Pendant quelques dizaines d'années après la Seconde Guerre mondiale, la route n'a plus été entretenue, balayée par les vents l'hiver, envahie de boue l'été à tel point qu'entre 1960 et 1970, les transporteurs avaient obligation d'embarquer une radio à bord en cas de problème. L'accès tout au long de l'année n'a été finalisé qu'en 1963.

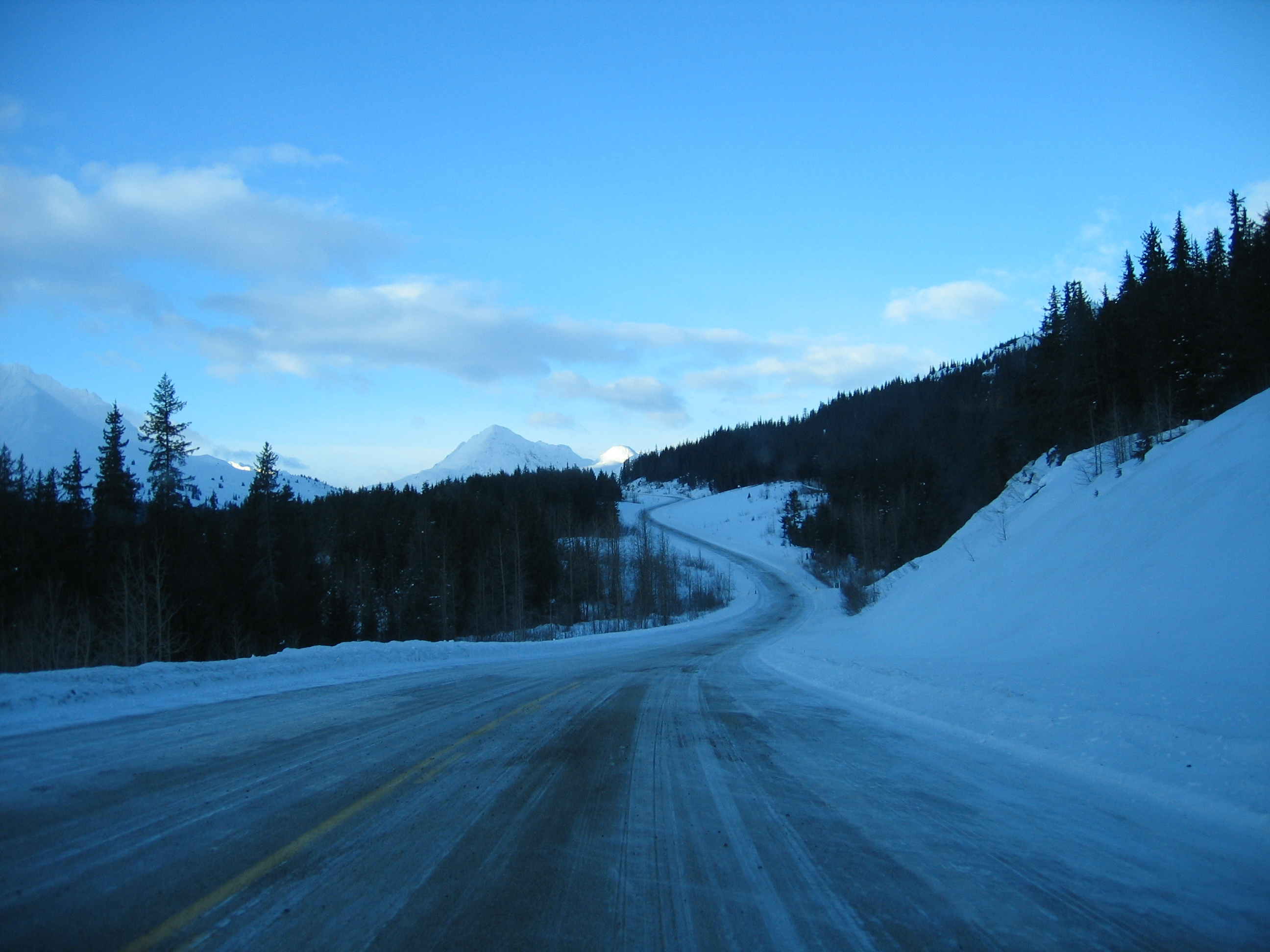
Vue hivernale en Colombie-Britannique

Les travaux de reconstruction ont commencé en 1976, et ont été terminés en 1980. Son entretien est assuré conjointement par le gouvernement de l'Alaska et celui du Yukon.

## Villes et lieux traversés
- Haines, Alaska
- Klukwan, Alaska, 34 milles (55 km)

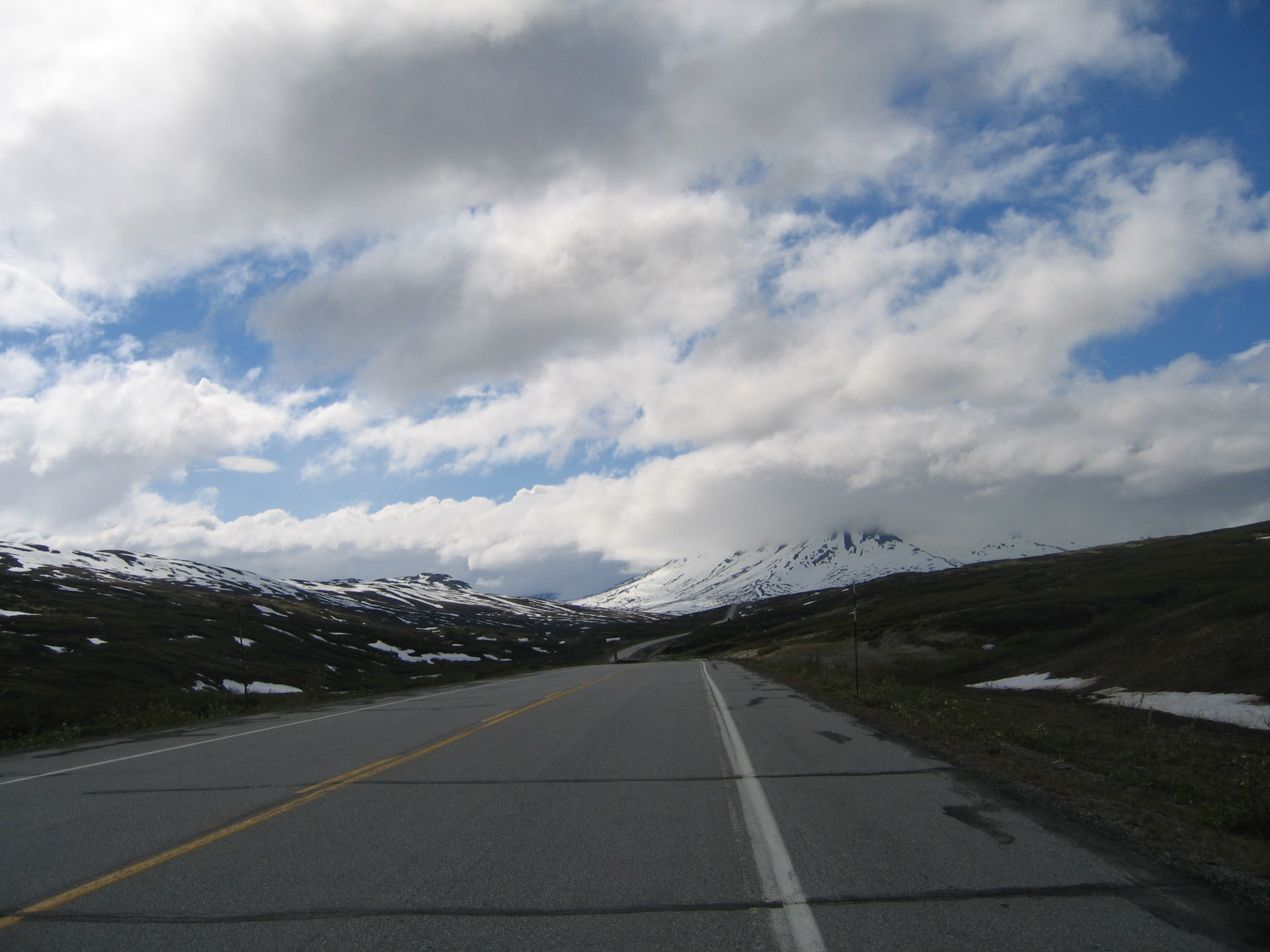
Col Chilkat

- Alaska Chilkat Bald Eagle Preserve, une des plus grandes concentrations de Pygargue à tête blanche, 12 milles (19 km)
- Frontière entre les États-Unis et le Canada, 41 milles (66 km)
- Col Chilkat,  60 milles (97 km)
- Frontière entre la Colombie-Britannique et le Yukon, Canada, 87 milles (140 km)
- Klukshu, Yukon, 112 milles (180 km)
- Haines Junction, Yukon, 152 milles (245 km)